# 赤目温泉
赤目温泉（あかめおんせん）は、三重県名張市にある温泉。

## 泉質
単純弱放射能泉 無色透明

## 温泉地
日帰り入浴可能な宿泊施設が2軒存在する。

## 歴史
赤目四十八滝の入口に湧く温泉。1967年に赤目温泉最初の温泉施設が開湯したのが歴史の始まりである。

## 温泉近くの名所・旧跡 観光地
- 青蓮寺ダム
- 香落渓
- 赤目渓谷

## アクセス
名阪国道上野ICから名張方向 国道368号、国道165号、県道567号経由 約20k 40分